# I'm So Sorry
"I'm So Sorry" é uma canção da banda americana de rock Imagine Dragons. A canção é a segunda single promocional e é a quarta faixa do álbum Smoke + Mirrors. Assim como "Hopeless Opus" e "Gold" do mesmo disco, a canção fala sobre as lutas de Dan Reynolds contra a depressão. A música foi usada para o jogo de vídeo game Battlefield Hardline, e foi usada para o trailer do filme Legend. "I'm So Sorry" aparece na trilha sonora do jogo de vídeo game NBA 2K16 e aparece no trailer da terceira temporada do programa Orange Is The New Black.

## Posições nas paradas
| Paradas                                   | Posição |
| ----------------------------------------- | ------- |
| Estados Unidos (Billboard Hot Rock Songs) | 14      |